# 沈扶
沈扶（1913年—1991年），男，台湾台北人，中国画家，中国美术家协会辽宁分会主席，台湾民主自治同盟第二届总部理事会常务理事，第五届全国政协委员。